# Cité manifeste Pierre Zemp
La Cité manifeste Pierre Zemp est un ensemble de 61 logements H.L.M., construit entre 2003 et 2005 à Mulhouse, dans le Haut-Rhin. Ce projet d’envergure est conçu par les architectes Jean Nouvel, Shigeru Ban et Jean de Gastines, Lacaton & Vassal, Duncan Lewis et Matthieu Poitevin. Ce projet architectural est labellisé « Architecture contemporaine remarquable » depuis 2022.

## Contexte historique
Au début des années 2000, Pierre Zemp, directeur de la société SOMCO, premier bailleur social de la ville de Mulhouse, souhaite créer un nouveau quartier contemporain au milieu de l’ancienne cité ouvrière créée en 1853. Les valeurs d’usage et d’innovation ont toujours été les piliers de la compagnie. Avec ce projet, son but est de créer « une opération qui manifeste la question du logement avec autant de radicalité qu’à ses origines ».
Pour réaliser ce projet expérimental, Pierre Zemp a fait appel à 5 agences d’architecture : AJN (Jean Nouvel) ; Shigeru Ban et Jean de Gastines ; Lacaton et Vassal (Anne Lacaton et Jean-Philippe Vassal) ; Potin et Block (Duncan Lewis) ; Caractère Spécial (Matthieu Poitevin). Trois de ces agences sont reconnues internationalement et ont obtenu le Prix Pritzker : Jean Nouvel (2008), Shigeru Ban (2014) et Lacaton & Vassal (2021). Leur collaboration sur ce projet est inédite. Même si chacune des agences travaille sur un lot différent, elles ont trouvé une cohérence globale du projet avec comme mot d’ordre « le lien entre l’intérieur et l’extérieur ». Les travaux de construction débutent en 2003 et se terminent seulement deux ans après. 
Dès la fin des travaux, le projet a été fortement critiqué, en bon comme en mauvais. Néanmoins, la Cité manifeste Pierre Zemp est labellisée « Architecture contemporaine remarquable » (ACR) en 2022.

## Description de l’architecture
La Cité Manifeste se situe au nord-ouest du centre historique de Mulhouse, à la limite de l’ancienne et vaste cité ouvrière. Elle est organisée en quatre îlots, chacun ayant une largeur de 25 met une longueur variant de 60 m pour le plus court (îlot Poitevin) au nord, à 115 m pour le plus long au sud (îlot Ban – Nouvel). Ces îlots sont desservis par des ruelles orientées nord-sud et complétés par une venelle piétonne est-ouest. L'artiste Yann Kersalé a conçu un dispositif d'éclairage public pour ces passages, dont l'intensité et les couleurs varient selon les saisons.
Sur ces quatre îlots sont répartis cinq bâtiments conçus par les différents architectes, totalisant 61 logements locatifs H.L.M. Quatre d'entre eux présentent des architectures de même gabarit, orientées est-ouest (du nord au sud : Poitevin, Lewis, Lacaton & Vassal, Ban – de Gastines). Le cinquième bâtiment, conçu par Jean Nouvel, est implanté perpendiculairement aux autres, clôturant le site à l'est. La forme générale de chaque bâtiment est déterminée par celle des îlots, prenant la forme de parallélépipèdes allongés, plus ou moins segmentés. Chacune des architectures regroupe plusieurs logements de type maison mitoyenne à un étage, voire deux pour l'édifice 5. Tous les logements sont en retrait de l'alignement, permettant ainsi de dégager des jardins individuels de tailles variables.
L'architecture de Jean Nouvel comprend 10 logements à deux niveaux, allant du T4 au T5, dans un bâtiment parallélépipédique avec une toiture à deux versants. Le volume se distingue par un biais prononcé à son extrémité nord. Le retrait de la façade sur la rue Lavoisier permet de créer de petites cours fermées. Deux porches en double hauteur permettent l'accès aux ruelles est-ouest et à la Cité. La structure et les façades de l’architecture sont en métal, avec seulement la façade ouest (côté îlot) qui est totalement vitrée.
Le lot de Poitevin comprend 11 logements à deux niveaux, allant du T2 au T5. L’architecture de forme parallélépipédique comporte des redans en façade sud, permettant un meilleur ensoleillement des séjours. Le rez-de-chaussée est en structure béton armé alors que l’étage est en structure poteau-poutre en bois recouvert d’un bardage métallique coloré. Chaque logement ayant une couleur différente. Quant à la toiture, également recouverte d’un bardage métallique, est à deux pans avec pignon sur rue. 
L’architecture de Duncan Lewis comprend 12 logements, allant du T2 au T5, regroupés en trois plots identiques. Ils sont reliés par une structure légère et grillagée. La structure, un peu particulière, est composée de deux voiles en béton armé disposés en croix sur toute la hauteur. Chaque logement s’insère dans l’un des coins du parallélépipède. Cette composition est basée sur le « carré mulhousien », déjà expérimenté dans la cité ouvrière. Les façades sont faites de panneaux sandwichs métalliques. À l’inverse de ses voisines, ici ce sont des terrasses terrasses. 
Le projet de Lacaton & Vassal comprend 14 logements, allant du T2 au T5, de type maison mitoyenne sur deux niveaux. Le rez-de-chaussée de plan rectangulaire est en structure poteaux-poutres en béton armé, refermé par des menuiseries métalliques opaques ou vitrées. L’étage est lui en structure métallique légère recouvert de panneaux plastique. Cet étage est séparé en trois trames. Les deux premières servent aux chambres du logement et la dernière est un jardin d’hiver. La toiture est ici constituée d’une coque en plein-cintre, métallique ou en plastique. 
L’édifice de Ban et de Gastines comprend 14 habitations également, allant du T2 au T4, de deux ou trois niveaux. Un long mur de refend en béton armé sépare la parcelle en deux bandes identiques. Au nord et au sud, s’alignent 6 volumes indépendants de part ét d’autre du mur. Chacun d’entre eux est composé de panneaux sandwichs métalliques. Un jeu de toiture est réalisé par les architectes avec des orientations différentes des deux pans. Particularité de ce projet ci, c’est que les chambres se trouvent au rez-de-chaussée alors que les espaces de vie sont à l’étage.

### Liens interne
- Architecture contemporaine remarquable
- Mulhouse
- HLM
- Jean Nouvel
- Lacaton & Vassal
- Shigeru Ban
- Jean de Gastines
- Matthieu Poitevin